# Гјачаја Векија (Болоња)
Гјачаја Векија (итал. Ghiacciaia Vecchia) је насеље у Италији у округу Болоња, региону Емилија-Ромања.
Према процени из 2011. у насељу је живело 11 становника. Насеље се налази на надморској висини од 16 м.